# Fortifications de Königsberg
Les fortifications de Königsberg, ville aujourd'hui nommée Kaliningrad, sont les fortifications de la ville prussienne de Königsberg, qui ont commencé à être construites lors de la construction du château de Königsberg par les chevaliers Teutoniques en 1255. La ville était en tête de pont, signifiant que ses fortifications s'étendaient des deux côtés du fleuve Pregel. La ville hébergeait la garnison militaire la plus puissante de Prusse.
Les fortifications se sont étendues au fil des siècles, s’agrandissant en même temps que les extensions progressives de la ville. Königsberg n'eut cependant pas souvent besoin de ses fortifications, jusqu'à la Seconde Guerre mondiale. La guerre, ainsi que l'ère soviétique qui s'ensuivit, a endommagé de nombreuses parties des fortifications, et leur protection n'a seulement commencé que dans les années 1960.

## Histoire

### Königsberg
Entre 1355 et 1370 est construite la première enceinte autour de la ville médiévale de Königsberg. De plus, chacun de ses trois quartiers que sont Altstadt, Kneiphof et Löbenicht sont entourés de leurs propres murailles.
En 1626, la ville établit un plan de fortification, alors que le roi Gustave II Adolphe menace Königsberg et Pillau. Dès lors, une nouvelle ceinture est construite , entourant Königsberg et tous ses quartiers. La ceinture se compose de remparts, de 32 tours et ravelins, ainsi que de sept portes au nord du Pregel et de deux portes au sud du Pregel. Elle est complétée en 1657 avec l'achèvement de la forteresse de Friedrichsburg, qui garde l'entrée fluviale depuis la mer de la ville. Lorsque Pierre Ier le Grand mène sa Grande Ambassade, il passe par Königsberg. Il y arrive le 18 mai 1697, et y reste jusqu'à fin juin. Il prend connaissance de l'urbanisme de la ville et de ses fortifications, dont de la forteresse de Friedrichsburg, et applique ces nouvelles connaissances à son retour en Russie en décidant de construire Kronstdat pour garder sa nouvelle ville de Saint-Pétersbourg.
Au XIXe siècle, avec l'expansion de la ville, un nouveau plan pour de nouvelles fortifications est établi. La construction commença en 1843, la première pierre étant posée le 15 octobre pour la caserne défensive Kronprinz. Cette deuxième ceinture fut dirigée par le général et ingénieur prussien Ernst Ludwig von Aster. De nombreux forts sont construits (l'entourage des fortins), avec aussi des portes, et un remblai au nord de la ville. Le fort de Friedrichsburg est amélioré tandis que deux tours, Donha et Wrangel, sont construites au sud-est et sud-ouest de l'étang supérieur.
Mais la fin du XIXe siècle et le début du XXe rende les fortifications de plus en plus dépassées par rapport à leur temps. Le maire Siegfried Körte, élu en 1903, souhaite percer les murailles afin de laisser places à des espaces verts. En 1906, la ceinture est percée pour la première fois au niveau de la tour Wrangel. En 1910, la forteresse de Friedrichsburg est vendue, et la majeure partie de celle-ci est détruite afin de laisser place au réseau ferroviaire nouveau. Cette même année, la ville achète 318 hectares de remparts à l'État pour 29 millions de marks. La porte de Tragheim est démolie en 1910, et celle de Steindamm en 1912, mais les autres portes survivent. Les murailles détruites laissent souvent places à des infrastructures modernes (gares, port, avenues).
Pendant la Première guerre mondiale, la ville reste à l'écart des combats, et subit ainsi aucun dommage.

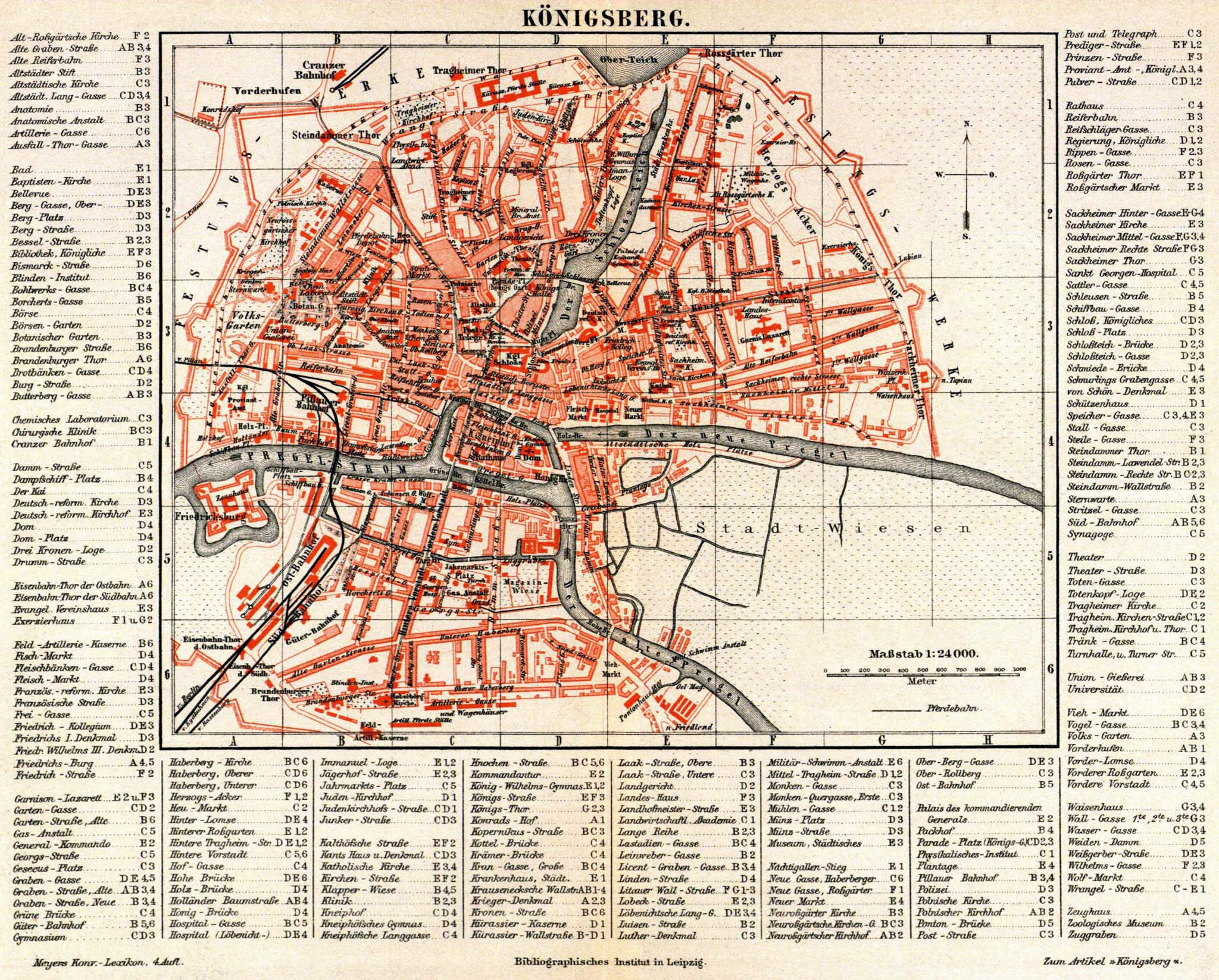
Carte de Königsberg au début du XXe siècle.

L'élection de 1918 voit Hans Lohmeyer devenir maire de Königsberg. Il continue dans la lignée de son prédécesseur, dans le but de transformer les remparts en une ceinture verte de parcs. 602 hectares sont convertis en parc au cours de sa mandature jusqu'en 1933. Seuls les parties d'importance historique, comme les tours Donha et Wrangel et les forts sont préservées.
Lorsque la Seconde guerre mondiale éclate, les fortifications se résument aux différents forts, mais sans liens entre eux. En août 1944, la ville est presque entièrement détruite par les raids aériens, mais reste contrôlée par l'Allemagne nazie, tandis que les fortifications restent presque toutes intacts. Mais lorsque l'offensive de Prusse-Orientale commence, la ville se retrouve directement menacée par l'Armée rouge. La bataille de Königsberg commence le 6 avril 1945, la ville est alors une des dernières poches de résistance de l'Allemagne nazie. Mais malgré la prise en 3 jours de la ville, les forts ne subissent que peu de dégâts. L'artillerie n'arrive pas à pénétrer les murs épais tandis que les forts sont des cibles trop petites pour les bombardiers. Malgré la prise de la ville, les forts restent presque intacts.

### Kaliningrad
Après la Seconde Guerre mondiale, la ville de Königsberg est renommée Kaliningrad tandis que la région devient l'oblast de Kaliningrad, sous contrôle soviétique. La plupart des forts sont repris par le ministère de la Défense, et serviront fréquemment de dépôts d'armes et de munitions. Les armes stockées proviennent principalement du matériel allemand récupéré après la prise de la forteresse.
À partir des années 1970 et 1980, les fortifications commencent à susciter un intérêt culturel. En 1974, le fort n°5 est placé sous protection de l'État en tant qu'objet patrimonial culturel d'importance fédérale. La tour Donha devient le Musée de l'ambre dans les années 1970, tandis qu'un restaurant est ouvert dans la tour Wrangel. De nombreux forts restent cependant sous le contrôle de la Défense jusqu'à la démilitarisation de la région dans les années 1990. Les fortifications sont alors pour certaines devenues des sites touristiques, tandis que d'autres ont été abandonnées. En 2007, presque toutes les fortifications encore non protégées sont classées Objets du patrimoine culturel d'importance régionale.

## Liste

### Entourage des fortins
L'entourage des fortins est construit au XIXe siècle, à 5 kilomètres du centre de la ville, avec 12 grands forts et 3 petits. Son diamètre est de 13 kilomètres, sa longueur supérieur à 40. En moyenne, chaque fort est distant de 2 à 4 kilomètres. En moyenne, il y avait 200 à 300 soldats par fort avec 30 à 40 canons.
| Photo                                 | Nom                                                         | Date de construction                  | Coordonnées                           | Notice                                | Protection                                                         | Description                           |
| Forts sur la rive droite de la Pregel | Forts sur la rive droite de la Pregel                       | Forts sur la rive droite de la Pregel | Forts sur la rive droite de la Pregel | Forts sur la rive droite de la Pregel | Forts sur la rive droite de la Pregel                              | Forts sur la rive droite de la Pregel |
| ------------------------------------- | ----------------------------------------------------------- | ------------------------------------- | ------------------------------------- | ------------------------------------- | ------------------------------------------------------------------ | ------------------------------------- |
| Altai Zapovednik                      | Fort n° 1 - Stein am Lauther Muhlenteich                    | 1875 - 1879                           | 54° 42′ 22″ N, 20° 36′ 23″ E          | n°391510365690005                     | Objet patrimonial culturel de Russie d'importance régionale (2007) |                                       |
| Altai Zapovednik                      | Fort n° 1a - Groeben Groeben                                | XIXe siècle                           | 54° 44′ 05″ N, 20° 36′ 34″ E          | n°391510365690005                     | Objet patrimonial culturel de Russie d'importance régionale (2007) |                                       |
| Altai Zapovednik                      | Fort n° 2 - Bronsart Bronsart bei Mandein                   | 1875 - 1879                           | 54° 44′ 57″ N, 20° 36′ 06″ E          | n°391510365800005                     | Objet patrimonial culturel de Russie d'importance régionale (2007) |                                       |
| Altai Zapovednik                      | Fort n° 2a – Barnekow Barnekow                              | XIXe siècle                           | 54° 45′ 21″ N, 20° 34′ 19″ E          | n°391510371320005                     | Objet patrimonial culturel de Russie d'importance régionale (2007) |                                       |
| Altai Zapovednik                      | Fort n° 3 - Roi Frédéric III Frédéric III                   | 1879                                  | 54° 45′ 42″ N, 20° 32′ 48″ E          | n°391410172430005                     | Objet patrimonial culturel de Russie d'importance régionale (2007) |                                       |
| Altai Zapovednik                      | Fort n° 4 - Gneisenau Gneisenau                             | 1872                                  | 54° 45′ 51″ N, 20° 29′ 17″ E          | n°391510212660005                     | Objet patrimonial culturel de Russie d'importance régionale (2007) |                                       |
| Altai Zapovednik                      | Fort n° 5 - Roi Friedrich Wilhelm III Friedrich Wilhelm III | 1870 - 1890                           | 54° 45′ 09″ N, 20° 26′ 35″ E          | n°391610571360006                     | Objet patrimonial culturel de Russie d'importance fédérale (1974)  |                                       |
| Altai Zapovednik                      | Fort n° 5a – Lehndorf Lehndorf                              | 1872                                  | 54° 44′ 22″ N, 20° 25′ 39″ E          | n°391410172340005                     | Objet patrimonial culturel de Russie d'importance régionale (2007) |                                       |
| Altai Zapovednik                      | Fort n° 6 - Reine Louise Konigin Luise bei Juditten         | 1875                                  | 54° 43′ 20″ N, 20° 24′ 49″ E          | n°391410172880005                     | Objet patrimonial culturel de Russie d'importance régionale (2007) |                                       |
| Altai Zapovednik                      | Fort n° 7 - Herzog von Holstein Herzog von Holstein         | 1887 - 1890                           | 54° 41′ 37″ N, 20° 23′ 17″ E          | n°391510221240005                     | Objet patrimonial culturel de Russie d'importance régionale (2007) |                                       |
| Forts sur la rive gauche de la Pregel |                                                             |                                       |                                       |                                       |                                                                    |                                       |
| Altai Zapovednik                      | Fort n° 8 - Roi Friedrich I Konig Friedrich I               | 1882                                  | 54° 39′ 52″ N, 20° 25′ 50″ E          | n°3900661000                          | Objet patrimonial culturel de Russie d'importance régionale (2007) |                                       |
|                                       | Fort n°9 - Donna Donna                                      | XIXe siècle                           | 54° 39′ 11″ N, 20° 29′ 06″ E          | n°391510365760005                     | Objet patrimonial culturel de Russie d'importance régionale (2007) |                                       |
| Altai Zapovednik                      | Fort n° 10 - Kanitz Koniz                                   | XIXe siècle                           | 54° 39′ 02″ N, 20° 31′ 44″ E          | n°391510365790005                     | Objet patrimonial culturel de Russie d'importance régionale (2007) |                                       |
| Altai Zapovednik                      | Fort n° 11 - Donhoff Donhoff bei Seligenfeld                | 1887 - 1881                           | 54° 39′ 24″ N, 20° 34′ 05″ E          | n°391410172260005                     | Objet patrimonial culturel de Russie d'importance régionale (2007) |                                       |
|                                       | Fort n° 12 - Eulenburg bei Neuendorf                        | 1872 - 1884                           | 54° 40′ 17″ N, 20° 36′ 01″ E          | n°391510275990005                     | Objet patrimonial culturel de Russie d'importance régionale (2007) |                                       |

### Autres fortifications
| Photo            | Nom                                                                 | Date de construction | Coordonnées                  | Notice            | Protection                                                         | Description |
| Tours            | Tours                                                               | Tours                | Tours                        | Tours             | Tours                                                              | Tours       |
| ---------------- | ------------------------------------------------------------------- | -------------------- | ---------------------------- | ----------------- | ------------------------------------------------------------------ | ----------- |
| Altai Zapovednik | Tour Wrangel Wrangelturm                                            | 1843 - 1853          | 54° 43′ 21″ N, 20° 30′ 52″ E | n°3910204000      | Objet patrimonial culturel de Russie d'importance fédérale (1960)  |             |
| Altai Zapovednik | Tour Donha Dohnaturm                                                | 1853                 | 54° 43′ 20″ N, 20° 31′ 24″ E | n°391610571380006 | Objet patrimonial culturel de Russie d'importance fédérale (1974)  |             |
| Bastions         |                                                                     |                      |                              |                   |                                                                    |             |
| Altai Zapovednik | Bastion Astronomique Bastion Sternwarte                             | 1855 - 1860          | 54° 42′ 48″ N, 20° 29′ 27″ E | n°391410154980005 | Objet patrimonial culturel de Russie d'importance régionale (1981) |             |
| Altai Zapovednik | Bastion Grolman Bastion Grolman                                     | 1851 - 1860          | 54° 44′ 57″ N, 20° 36′ 06″ E | n°391520214430005 | Objet patrimonial culturel de Russie d'importance régionale (1981) |             |
| Altai Zapovednik | Bastion Kupferteich                                                 | 1853 - 1856          | 54° 42′ 45″ N, 20° 32′ 13″ E | n°391410156190005 | Objet patrimonial culturel de Russie d'importance régionale (1981) |             |
| Altai Zapovednik | Bastion Lituanie Bastion Lituanie                                   | 1843 - 1860          | 54° 42′ 23″ N, 20° 32′ 17″ E | n°391610573890005 | Objet patrimonial culturel de Russie d'importance régionale (2007) |             |
| Altai Zapovednik | Bastion d'Oberteich Bastion d'Oberteich                             | 1850                 | 54° 43′ 17″ N, 20° 31′ 16″ E | n°391520273480005 | Objet patrimonial culturel de Russie d'importance régionale (1981) |             |
| Altai Zapovednik | Bastion Pregel Pregel                                               | 1785                 | 54° 41′ 45″ N, 20° 31′ 26″ E | n°391610646220006 | Objet patrimonial culturel de Russie d'importance fédérale (1960)  |             |
| Casernes         |                                                                     |                      |                              |                   |                                                                    |             |
| Altai Zapovednik | Caserne défensive Kronprinz Defensionskaserne Kronprinz             | 1759                 | 54° 43′ 00″ N, 20° 31′ 54″ E | n°391510266150006 | Objet patrimonial culturel de Russie d'importance fédérale (1960)  |             |
| Altai Zapovednik | Caserne du quartier-maître Oberhaberberg Trainkaserne               | 1890                 | 54° 39′ 11″ N, 20° 29′ 06″ E | 391410129650005   | Objet patrimonial culturel de Russie d'importance régionale (1992) |             |
|                  | Caserne du régiment de cuirassiers Wrangel Wrangel Kürassierkaserne | 1870                 | 54° 43′ 14″ N, 20° 30′ 52″ E | n°431410039260005 | Objet patrimonial culturel de Russie d'importance régionale (2007) |             |
| Autres           |                                                                     |                      |                              |                   |                                                                    |             |
| Altai Zapovednik | Ravelin Friedland Friedland Ravelin                                 | XIXe siècle          | 54° 41′ 39″ N, 20° 30′ 52″ E | n°391420182370005 | Objet patrimonial culturel de Russie d'importance régionale (2007) |             |
| Altai Zapovednik | Ravelin Haberberg Haberberg Ravelin                                 | XIXe siècle          | 54° 41′ 38″ N, 20° 30′ 18″ E | n°391420154650005 | Objet patrimonial culturel de Russie d'importance régionale (1981) |             |
| Altai Zapovednik | Puits lituanien Litauischer Schacht                                 | XIXe siècle          | 54° 43′ 06″ N, 20° 32′ 04″ E |                   |                                                                    |             |

### Portes de Königsberg
| Photo                                    | Nom                                          | Date de construction | Coordonnées                                                              | Notice             | Protection                                                         | Description                           |
| Portes de la ville                       | Portes de la ville                           | Portes de la ville   | Portes de la ville                                                       | Portes de la ville | Portes de la ville                                                 | Portes de la ville                    |
| ---------------------------------------- | -------------------------------------------- | -------------------- | ------------------------------------------------------------------------ | ------------------ | ------------------------------------------------------------------ | ------------------------------------- |
| Altai Zapovednik                         | Porte d'Ausfal Ausfalstor                    | 1866                 | 54° 42′ 43″ N, 20° 29′ 27″ E                                             | n°391410131610005  | Objet patrimonial culturel de Russie d'importance régionale (1991) |                                       |
| Altai Zapovednik                         | Porte de Brandebourg Brandenburger Tor       | 1862                 | 54° 41′ 50″ N, 20° 29′ 41″ E                                             | n°391510272540006  | Objet patrimonial culturel de Russie d'importance fédérale (1960)  |                                       |
| Altai Zapovednik                         | Porte ferroviaire Eisenbahnhof Tor           | 1866 - 1889          | 54° 42′ 36″ N, 20° 29′ 26″ E                                             | n°391410093780005  | Objet patrimonial culturel de Russie d'importance régionale (2007) |                                       |
| Altai Zapovednik                         | Porte de Sackheim Sackheimer Tor             | 1848                 | 54° 42′ 35″ N, 20° 32′ 19″ E                                             | n°391610572620006  | Objet patrimonial culturel de Russie d'importance régionale (1981) |                                       |
| Altai Zapovednik                         | Porte Royale Königstor                       | 1843                 | 54° 42′ 49″ N, 20° 32′ 09″ E                                             | n°391510275340006  | Objet patrimonial culturel de Russie d'importance fédérale (1960)  |                                       |
| Altai Zapovednik                         | Porte de Roßgarten Roßgärter Tor             | 1852 - 1855          | 54° 43′ 19″ N, 20° 31′ 17″ E                                             | n°391610574450006  | Objet patrimonial culturel de Russie d'importance fédérale (1960)  |                                       |
| Altai Zapovednik                         | Porte de Friedland Friedländer Tor           | 1857 - 1862          | 54° 41′ 44″ N, 20° 31′ 20″ E                                             | n°391410153400005  | Objet patrimonial culturel de Russie d'importance régionale (2007) |                                       |
| Casernes                                 |                                              |                      |                                                                          |                    |                                                                    |                                       |
| Altai Zapovednik                         | Porte Verte Grünes Tor                       | 1592                 | 54° 42′ 22″ N, 20° 30′ 24″ E                                             |                    |                                                                    | Démolie en 1864                       |
| Altai Zapovednik                         | Tragheimer Tor                               | 1785                 | 54° 42′ 53″ N, 20° 30′ 23″ E                                             |                    |                                                                    | Démolie en 1910                       |
|                                          | Porte Hollanderbaum Hollanderbaum Tor        |                      | Près de la gare actuelle de Hollanderbaum (54° 42′ 53″ N, 20° 29′ 34″ E) |                    |                                                                    | Démolie au début du XXe siècle        |
|                                          | Porte de Steindamm Steindammer Tor           | 1630                 | 54° 43′ 09″ N, 20° 30′ 03″ E                                             |                    |                                                                    | Démolie en 1912                       |
| Porte de la forteresse de Friedrichsburg |                                              |                      |                                                                          |                    |                                                                    |                                       |
| Altai Zapovednik                         | Porte de Friedrichsburg Friedrichsburger Tor | 1852                 | 54° 42′ 16″ N, 20° 29′ 36″ E                                             | n°391510275010006  | Objet patrimonial culturel de Russie d'importance fédérale (1960)  | Seul élément restant de la forteresse |

## Gouverneurs
- 1701 - Frédéric-Guillaume II de Schleswig-Holstein-Sonderbourg-Beck, maréchal (anciennement gouverneur de Minden) ;
- 1748 – Johann von Lehwaldt, maréchal (gouverneur de Pillau et Memel) ;
- 1768 – Joachim Friedrich von Stutterheim, lieutenant général (gouverneur de Pillau et Memel) ;
- 1783 – Dubislaw von Platen, général de cavalerie (gouverneur de Pillau et Memel) ;
- 1787 - Comte Albrecht Dietrich Gottfried von und zum Egloffstein (de), lieutenant général (gouverneur de Pillau et Memel) ;
- 1789 - Comte impérial Viktor Amadeus Henckel von Donnersmarck, lieutenant général (commandant de Pillau et Memel) ;
- 1793 – Wilhelm Magnus von Brünneck, général d'infanterie ;
- 1805 – Ernst von Rüchel, lieutenant général ;
- 1807 - Comte Friedrich Adolf von Kalckreuth, maréchal ;
- 1814 - Ludwig August von Stutterheim, général d'infanterie (v. Podewils, colonel).

## Commandants
- 1655 – Hans von Reiman, colonel ;
- 1676 - Christoph Hildebrand von Nettelhorst (de), colonel ;
- 1755 - Heinrich Sigismund von der Heyde (de), major ;
- 1792 – Sigismund August von Berrenhauer (de), général de division ;
- 1795 - Léopold Wilhelm von Kalckstein, colonel ;
- 1801 - Friedrich Wilhelm Ernst von Tiesenhausen, major, (1747–1837) ;
- 1807 - Carl Friedrich comte von Schlieffen (1763-1840), colonel ;
- 1811 – Otto von Zieten (de), lieutenant général ;
- 1817 – Bogislaw Christian Karl von Kurnatowski (de), général de division ;
- 1827 - Ernst Wilhelm von Koskull (de), colonel ;
- 1857 - Heinrich von Buddenbrock (de) (1797-1859), général de division ;
- 1859 – Louis von Gersdorff (de), général de division ;
- 1864 - Albert von Ingersleben (de), général de division / lieutenant général ;
- 1872 – Fedor von Winckler, général de division ;
- 1881 – Ludwig von Kloeden (de), général de division/lieutenant général ;
- 1885 – Arwed Fischer (de), général de division.